# Grand Berlin

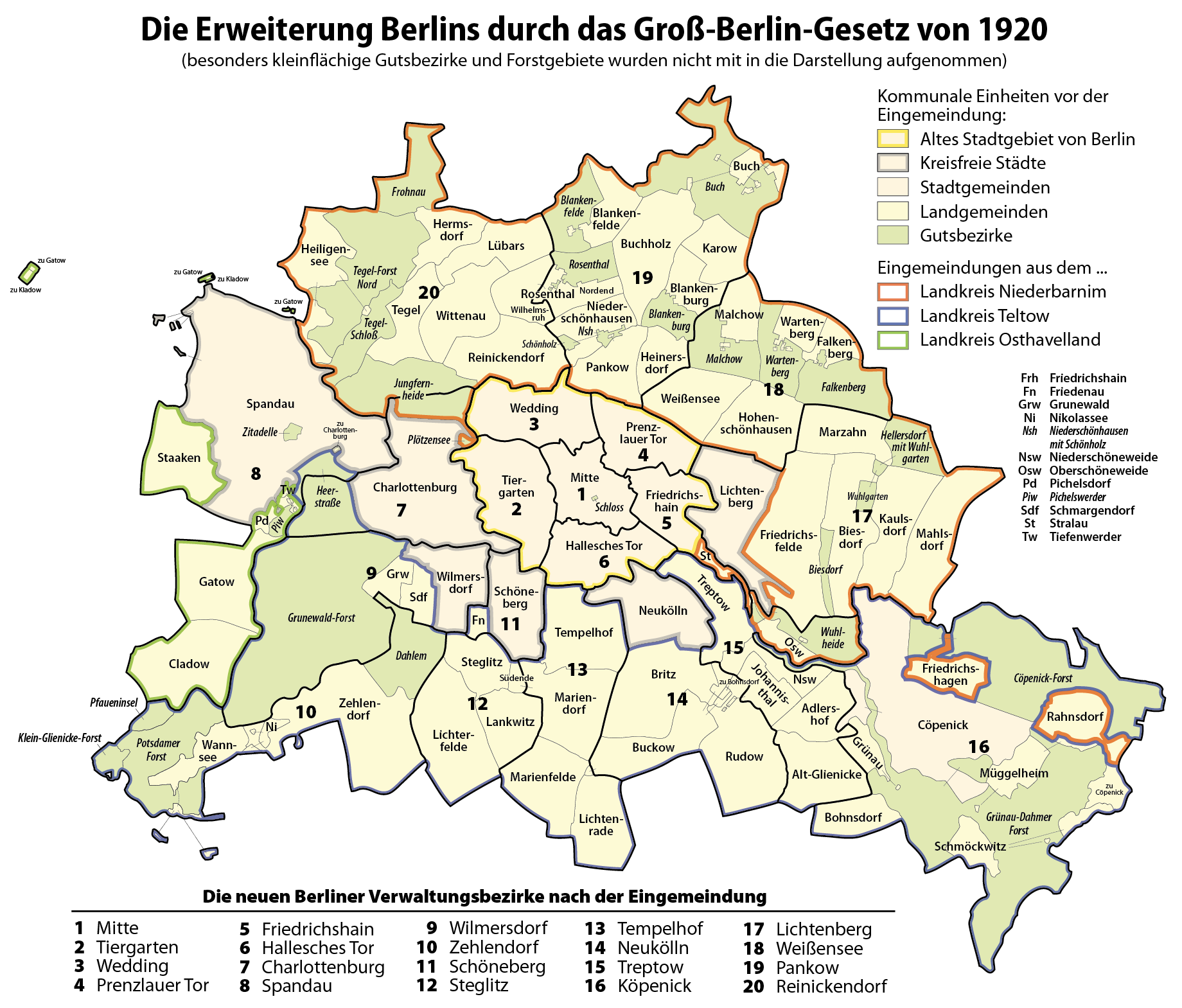

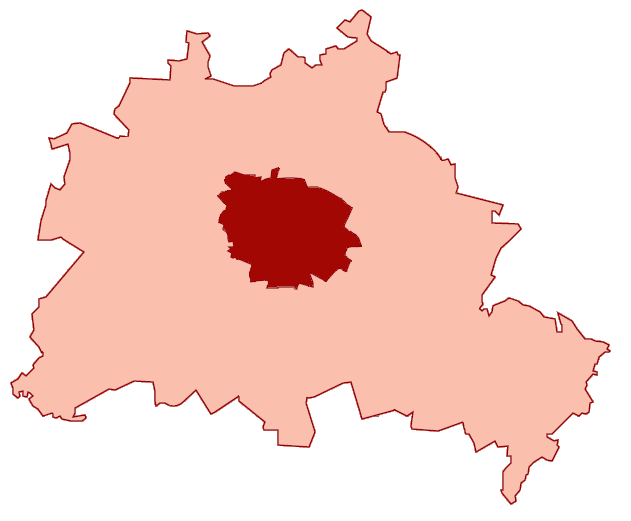
Territoire de la ville de Berlin et son expansion avec la création du « Grand Berlin ».

Le Grand Berlin (Groß-Berlin) est créé en 1920 par la loi du Grand Berlin (Groß-Berlin-Gesetz).
Outre le vieux Berlin (Alt-Berlin), la création du nouveau territoire entraine l'annexion de 7 villes, 59 communes rurales (Landgemeinde) et 27 territoires communaux (Gutsbezirk).

## Districts administratifs
Le grand Berlin est alors divisé en vingt districts administratifs (Verwaltungsbezirk), couramment appelés districts (Bezirk) :
- 1. Mitte, composé de :
  - zone centrale du territoire du Berlin (Alt-Berlin)
  - Gutsbezirk du Château de Berlin
- 2. Tiergarten, zone occidentale du territoire du Berlin
- 3. Wedding, zone nord-occidentale du territoire du Berlin
- 4. Prenzlauer Tor (Prenzlauer Berg), zone nord-orientale du territoire du Berlin
- 5. Friedrichshain, zone orientale du territoire du Berlin
- 6. Hallesches Tor (Kreuzberg), zone méridionale du territoire du Berlin
- 7. Charlottenburg, composé de :
  - Ville de Charlottenburg
  - Gutsbezirk de la Heerstraße (partie sud)
  - Gutsbezirk de Plötzensee
  - Gutsbezirk de Jungfernheide (partie sud)
- 8. Spandau composé de :
  - Ville de Spandau
  - Gutsbezirk Citadelle de Spandau
  - Commune rurale de Staaken
  - Gutsbezirk de la Heerstraße (partie nord)
  - Commune rurale de Tiefwerder
  - Commune rurale de Pichelsdorf
  - Gutsbezirk de Pichelswerder
  - Commune rurale de Gatow
  - Commune rurale de Kladow
- 9. Wilmersdorf, composé de :
  - Ville de Wilmersdorf
  - Commune rurale de Schmargendorf
  - Commune rurale de Grunewald
  - Gutsbezirk de la Grunewald Forst
- 10. Zehlendorf, composé de :
  - Commune rurale de Zehlendorf
  - Gutsbezirk de Dahlem
  - Commune rurale de Nikolassee
  - Commune rurale de Wannsee
  - Gutsbezirk de Klein-Glienicke
  - Gutsbezirk de Pfaueninsel
  - Gutsbezirk de Potsdamer Forst (partie nord)
- 11. Schöneberg, composé de :
  - Ville de Schöneberg
  - Commune rurale de Friedenau
- 12. Steglitz, composé de :
  - Commune rurale de Steglitz
  - Commune rurale de Lichterfelde
  - Localité Südende de la commune rurale de Mariendorf
  - Commune rurale de Lankwitz
- 13. Tempelhof, composé de :
  - Commune rurale de Tempelhof
  - Commune rurale de Mariendorf (à l'exclusion de la localité de Südende)
  - Commune rurale de Marienfelde
  - Commune rurale de Lichtenrade
  - Commune rurale de Buckow (partie ouest)
- 14. Neukölln, composé de :
  - Ville de Neukölln
  - Commune rurale de Britz
  - Commune rurale de Buckow (partie est)
  - Commune rurale de Rudow
- 15. Treptow, composé de :
  - Commune rurale de Treptow
  - Commune rurale de Oberschöneweide
  - Gutsbezirk de Wuhlheide
  - Commune rurale de Niederschöneweide
  - Commune rurale de Johannisthal
  - Commune rurale de Adlershof
  - Commune rurale de Alt-Glienicke
- 16. Cöpenick (orthographié Köpenick jusqu'au 1er janvier 1931), composé de :
  - Ville de Cöpenick
  - Commune rurale de Friedrichshagen
  - Gutsbezirk de Cöpenick-Forst
  - Commune rurale de Rahnsdorf
  - Commune rurale de Müggelheim
  - Gutsbezirk de Grünau-Dahmer-Forst
  - Commune rurale de Schmöckwitz
  - Commune rurale de Bohnsdorf
  - Commune rurale de Grünau
- 17. Lichtenberg, composé de :
  - Ville de Lichtenberg
  - Commune rurale de Friedrichsfelde
  - Commune rurale de Biesdorf
  - Gutsbezirk de Biesdorf
  - Commune rurale de Kaulsdorf
  - Commune rurale de Mahlsdorf
  - Commune rurale de Marzahn
  - Commune rurale de Hellersdorf
  - Gutsbezirk Wuhlgarten
- 18. Weißensee, composé de :
  - Commune rurale de Weißensee
  - Commune rurale de Malchow
  - Gutsbezirk de Malchow
  - Commune rurale de Wartenberg
  - Gutsbezirk de Wartenberg
  - Commune rurale de Falkenberg
  - Gutsbezirk de Falkenberg
  - Commune rurale de Hohenschönhausen
- 19. Pankow, composé de :
  - Commune rurale de Pankow
  - Commune rurale de Niederschönhausen
  - Gutsbezirk de Niederschönhausen
  - Commune rurale de Rosenthal (partie est)
  - Gutsbezirk de Rosenthal
  - Commune rurale de Blankenfelde
  - Gutsbezirk de Blankenfelde
  - Commune rurale de Buchholz
  - Commune rurale de Buch
  - Gutsbezirk de Buch
  - Commune rurale de Karow
  - Commune rurale de Blankenburg
  - Gutsbezirk de Blankenburg
  - Commune rurale de Heinersdorf
- 20. Reinickendorf, composé de :
  - Commune rurale de Reinickendorf
  - Commune rurale de Rosenthal (partie ouest)
  - Commune rurale de Wittenau
  - Commune rurale de Lübars
  - Commune rurale de Hermsdorf bei Berlin
  - Gutsbezirk Frohnau
  - Gutsbezirk Tegel-Forst-Nord
  - Commune rurale de Heiligensee
  - Gutsbezirk Tegel-Schloß
  - Commune rurale de Tegel
  - Gutsbezirk Jungernheide (partie nord)

| Nom                                                                      | Avant la loi  | —            | Selon la loi           |
| ------------------------------------------------------------------------ | ------------- | ------------ | ---------------------- |
| —                                                                        | Commune       | Cercle       | District administratif |
| Alt-Berlin (Altberlin)                                                   | Stadtgemeinde | Néant        | —                      |
| Alt-Cölln (Altkölln)                                                     | Stadtgemeinde | Néant        | —                      |
| Friedrichswerder                                                         | Stadtgemeinde | Néant        | —                      |
| Dorotheenstadt                                                           | Stadtgemeinde | Néant        | —                      |
| Friedrichstadt                                                           | Stadtgemeinde | Néant        | —                      |
| Friedrichsvorstadt                                                       | Stadtgemeinde | Néant        | —                      |
| Schöneberger Vorstadt                                                    | Stadtgemeinde | Néant        | —                      |
| Tempelhofer Vorstadt                                                     | Stadtgemeinde | Néant        | —                      |
| Neu-Cölln                                                                | Stadtgemeinde | Néant        | —                      |
| Stralauer Vorstadt                                                       | Stadtgemeinde | Néant        | —                      |
| Königsstadt                                                              | Stadtgemeinde | Néant        | —                      |
| Spandauer Vorstadt                                                       | Stadtgemeinde | Néant        | —                      |
| Rosenthaler Vorstadt                                                     | Stadtgemeinde | Néant        | —                      |
| Oranienburger Vorstadt                                                   | Stadtgemeinde | Néant        | —                      |
| Friedrich-Wilhelm-Stadt                                                  | Stadtgemeinde | Néant        | —                      |
| Tiergarten                                                               | Stadtgemeinde | Néant        | —                      |
| Moabit                                                                   | Stadtgemeinde | Néant        | —                      |
| Wedding et Gesundbrunnen                                                 | Stadtgemeinde | Néant        | —                      |
| Charlottenburg                                                           | Stadtgemeinde | —            | Charlottenburg         |
| Cöpenick (Köpenick)                                                      | Stadtgemeinde | —            | Cöpenick               |
| (Berlin-)Lichtenberg                                                     | Stadtgemeinde | —            | Berlin-Lichtenberg     |
| Neukölln                                                                 | Stadtgemeinde | —            | Neukölln               |
| (Berlin-)Schönefeld                                                      | Stadtgemeinde | —            | Berlin-Schöneberg      |
| Spandau                                                                  | Stadtgemeinde | —            | Spandau                |
| (Berlin-)Wilmersdorf                                                     | Stadtgemeinde | —            | Berlin-Wilmersdorf     |
| Adlershof                                                                | Landgemeinde  | Teltow       | Berlin-Treptow         |
| Alt-Glienicke                                                            | Landgemeinde  | Teltow       | Berlin-Treptow         |
| Biesdorf                                                                 | Landgemeinde  | Niederbarnim | Berlin-Lichtenberg     |
| Blankenburg                                                              | Landgemeinde  | Niederbarnim | Berlin-Pankow          |
| Blankenfelde                                                             | Landgemeinde  | —            | Berlin-Pankow          |
| Bohnsdorf                                                                | Landgemeinde  | Teltow       | Cöpenick               |
| (Berlin-)Britz                                                           | Landgemeinde  | Teltow       | Neukölln               |
| Buch                                                                     | Landgemeinde  | Niederbarnim | Berlin-Pankow          |
| (Berlin-)(Französisch-)Buchholz                                          | Landgemeinde  | —            | Berlin-Pankow          |
| Buckow                                                                   | Landgemeinde  | Teltow       | —                      |
| Cladow (Kladow)                                                          | Landgemeinde  | Osthavelland | Spandau                |
| Falkenberg                                                               | Landgemeinde  | Niederbarnim | Berlin-Weißensee       |
| (Berlin-)Friedenau                                                       | Landgemeinde  | Teltow       | Berlin-Schöneberg      |
| (Berlin-)Friedrichsfelde                                                 | Landgemeinde  | Niederbarnim | Berlin-Lichtenberg     |
| Friedrichshagen                                                          | Landgemeinde  | Niederbarnim | Cöpenick               |
| Gatow                                                                    | Landgemeinde  | Osthavelland | Spandau                |
| Grünau                                                                   | Landgemeinde  | Teltow       | Cöpenick               |
| (Berlin-)Grunewald                                                       | Landgemeinde  | Teltow       | Berlin-Wilmersdorf     |
| Heiligensee                                                              | Landgemeinde  | Niederbarnim | Berlin-Reinickendorf   |
| (Berlin-)Heinersdorf                                                     | Landgemeinde  | Niederbarnim | Berlin-Pankow          |
| Hermsdorf bei Berlin                                                     | Landgemeinde  | Niederbarnim | Berlin-Reinickendorf   |
| Berlin-Hohenschönhausen                                                  | Landgemeinde  | —            | Berlin-Weißensee       |
| (Berlin-)Johannisthal                                                    | Landgemeinde  | Teltow       | Berlin-Treptow         |
| Karow                                                                    | Landgemeinde  | Niederbarnim | Berlin-Pankow          |
| Kaulsdorf                                                                | Landgemeinde  | Teltow       | Berlin-Lichtenberg     |
| (Berlin-)Lankwitz                                                        | Landgemeinde  | Teltow       | Berlin-Steglitz        |
| Lichtenrade                                                              | Landgemeinde  | Teltow       | Berlin-Tempelhof       |
| (Berlin-)Lichterfelde                                                    | Landgemeinde  | —            | Berlin-Steglitz        |
| Lübars                                                                   | Landgemeinde  | Niederbarnim | Berlin-Reinickendorf   |
| Mahlsdorf                                                                | Landgemeinde  | Niederbarnim | Berlin-Lichtenberg     |
| Malchow                                                                  | Landgemeinde  | Niederbarnim | Berlin-Weißensee       |
| (Berlin-)Mariendorf                                                      | Landgemeinde  | Teltow       | —                      |
| (Berlin-)Marienfelde                                                     | Landgemeinde  | Teltow       | Berlin-Tempelhof       |
| Marzahn                                                                  | Landgemeinde  | Niederbarnim | —                      |
| Müggelheim                                                               | Landgemeinde  | Teltow       | Cöpenick               |
| (Berlin-)Niederschöneweide                                               | Landgemeinde  | Teltow       | Berlin-Treptow         |
| (Berlin-)Niederschönhausen                                               | Landgemeinde  | Niederbarnim | Berlin-Pankow          |
| Nikolassee                                                               | Landgemeinde  | Teltow       | —                      |
| (Berlin-)Oberschöneweide                                                 | Landgemeinde  | Niederbarnim | Berlin-Treptow         |
| (Berlin-)Pankow                                                          | Landgemeinde  | Niederbarnim | —                      |
| Pichelsdorf                                                              | Landgemeinde  | Osthavelland | Spandau                |
| Rahnsdorf                                                                | Landgemeinde  | Niederbarnim | Cöpenick               |
| (Berlin-)Reinickendorf                                                   | Landgemeinde  | Niederbarnim | —                      |
| (Berlin-)Rosenthal                                                       | Landgemeinde  | Niederbarnim | —                      |
| Rudow                                                                    | Landgemeinde  | Teltow       | Neukölln               |
| (Berlin-)Schmargendorf                                                   | Landgemeinde  | Teltow       | Berlin-Wilmersdorf     |
| Schmöckwitz                                                              | Landgemeinde  | Teltow       | Cöpenick               |
| Staaken                                                                  | Landgemeinde  | Osthavelland | Spandau                |
| (Berlin-)Steglitz                                                        | Landgemeinde  | Teltow       | Berlin-Steglitz        |
| Berlin-Stralau                                                           | Landgemeinde  | —            | —                      |
| (Berlin-)Tegel                                                           | Landgemeinde  | Niederbarnim | Berlin-Reinickendorf   |
| (Berlin-)Tempelhof                                                       | Landgemeinde  | Teltow       | Berlin-Tempelhof       |
| Tiefwerder                                                               | Landgemeinde  | Osthavelland | Spandau                |
| (Berlin-)Treptow                                                         | Landgemeinde  | Teltow       | —                      |
| Wannsee                                                                  | Landgemeinde  | Teltow       | Zehlendorf             |
| Wartenberg                                                               | Landgemeinde  | Niederbarnim | Berlin-Weißensee       |
| (Berlin-)Weißensee                                                       | Landgemeinde  | Niederbarnim | —                      |
| (Berlin-)Wittenau                                                        | Landgemeinde  | —            | Berlin-Reinickendorf   |
| Zehlendorf                                                               | Landgemeinde  | Teltow       | Zehlendorf             |
| Berlin-Schloß (château de Berlin)                                        | Gutsbezirk    | Néant        | —                      |
| Biesdorf                                                                 | Gutsbezirk    | Niederbarnim | Berlin-Lichtenberg     |
| Blankenburg                                                              | Gutsbezirk    | Niederbarnim | Berlin-Pankow          |
| Blankenfelde                                                             | Gutsbezirk    | Niederbarnim | Berlin-Pankow          |
| Buch                                                                     | Gutsbezirk    | Niederbarnim | Berlin-Pankow          |
| Cöpenick(er)-Forst                                                       | Gutsbezirk    | Niederbarnim | Cöpenick               |
| Berlin-Dahlem                                                            | Gutsbezirk    | Teltow       | Zehlendorf             |
| Falkenberg                                                               | Gutsbezirk    | Niederbarnim | Berlin-Weißensee       |
| Frohnau                                                                  | Gutsbezirk    | Niederbarnim | Berlin-Reinickendorf   |
| Grünau-Dahmer Forst                                                      | Gutsbezirk    | Teltow       | Cöpenick               |
| Grunewald-Forst                                                          | Gutsbezirk    | Teltow       | Berlin-Wilmersdorf     |
| Heerstraße                                                               | Gutsbezirk    | —            | —                      |
| Hellersdorf mit Wuhlgarten                                               | Gutsbezirk    | Niederbarnim | —                      |
| Klein-Glienecke-Forst                                                    | Gutsbezirk    | Teltow       | Zehlendorf             |
| Malchow                                                                  | Gutsbezirk    | Niederbarnim | Berlin-Weißensee       |
| Niederschönhausen avec Kolonie Schönholz                                 | Gutsbezirk    | Niederbarnim | Berlin-Pankow          |
| Pfaueninsel                                                              | Gutsbezirk    | Teltow       | Zehlendorf             |
| Pichelswerder                                                            | Gutsbezirk    | Osthavelland | Spandau                |
| Plötzensee                                                               | Gutsbezirk    | —            | Charlottenburg         |
| Potsdamer Forst, nördlicher Teil bis zum Griebnitzsee und Kohlhasenbrück | Gutsbezirk    | —            | Zehlendorf             |
| Berlin-Rosenthal                                                         | Gutsbezirk    | Niederbarnim | Berlin-Pankow          |
| Spandau-Zitadelle (citadelle de Spandau)                                 | Gutsbezirk    | —            | Spandau                |
| Jungfernheide                                                            | Gutsbezirk    | —            | —                      |
| Tegel-Forst-Nord                                                         | Gutsbezirk    | Niederbarnim | Berlin-Reinickendorf   |
| Tegel-Schloß (château de Tegel)                                          | Gutsbezirk    | Niederbarnim | Berlin-Reinickendorf   |
| Wartenberg                                                               | Gutsbezirk    | Niederbarnim | Berlin-Weißensee       |
| Wuhlheide                                                                | Gutsbezirk    | Niederbarnim | Berlin-Treptow         |